# Jehan Hannyn
Jehan Hannyn fut organiste de la Cathédrale Notre-Dame de Paris.